# Siurana (Tarragone)
Pour les articles homonymes, voir Siurana.
Siurana est une localité de la province de Tarragone en Catalogne, Espagne. Elle fait partie de la commune de Cornudella de Montsant, dont le village se situe à 3,4 km à l'ouest, dans le nord-est de la région de Priorat.
Ce petit village qui abrite un peu moins de trente habitants est néanmoins célèbre pour son site d'escalade, dans lequel se trouvent Golpe de Estado et La Rambla, deux voies d'escalade dans le neuvième degré particulièrement réputées.

## Géographie

### Localisation
Siurana est situé en Catalogne, dans le sud de la province de Tarragone et au nord-est de la comarque de Priorat. Elle se situe à environ 51 km au nord-ouest de Tarragone, la capitale de la province, et à un peu plus de 537 km à l'est de Madrid. Siurana fait partie de la commune de Cornudella de Montsant, dont la localité se situe à 3,4 km à l'ouest.
Géographiquement, Siurana se situe entre la sierra de Montsant et les montagnes de Prades. Le village est au sommet d'un plateau qui est bordé sur ses côtés ouest, sud et est par des falaises surplombant la vallée de la rivière Siurana.

### Climat
Siurana se trouve dans une région qui possède un climat méditerranéen à tendance continentale.
| Mois                              | jan. | fév. | mars | avril | mai  | juin | jui. | août | sep. | oct. | nov. | déc. | année |
| --------------------------------- | ---- | ---- | ---- | ----- | ---- | ---- | ---- | ---- | ---- | ---- | ---- | ---- | ----- |
| Température minimale moyenne (°C) | 1    | 2,2  | 4,2  | 6,5   | 10,5 | 14,4 | 17,2 | 17,4 | 14,1 | 9,4  | 4,4  | 2,1  | 8,6   |
| Température moyenne (°C)          | 5,3  | 7,9  | 10,8 | 13,2  | 17,3 | 21,4 | 24,7 | 24,5 | 20,7 | 15,3 | 9,3  | 6    | 14,7  |
| Température maximale moyenne (°C) | 9,6  | 13,7 | 17,5 | 19,8  | 24   | 28,5 | 32,2 | 31,6 | 27,3 | 21,2 | 14,2 | 9,8  | 20,8  |
| Ensoleillement (h)                | 116  | 167  | 226  | 248   | 279  | 313  | 248  | 313  | 250  | 200  | 137  | 96   | 2 685 |
| Précipitations (mm)               | 26   | 14   | 27   | 37    | 49   | 34   | 12   | 21   | 39   | 39   | 28   | 28   | 369   |
| Humidité relative (%)             | 81   | 70   | 61   | 58    | 58   | 54   | 51   | 56   | 63   | 71   | 79   | 83   | 66    |

## Histoire
En 2022, Salvador Salvadó, maire de Cornudella de Montsant, rejette la proposition de classement de Siurana comme Plus beau village d'Espagne afin d'éviter la surfréquentation du village, phénomène qui touche de nombreux lieux touristiques.

## Lieux et monuments

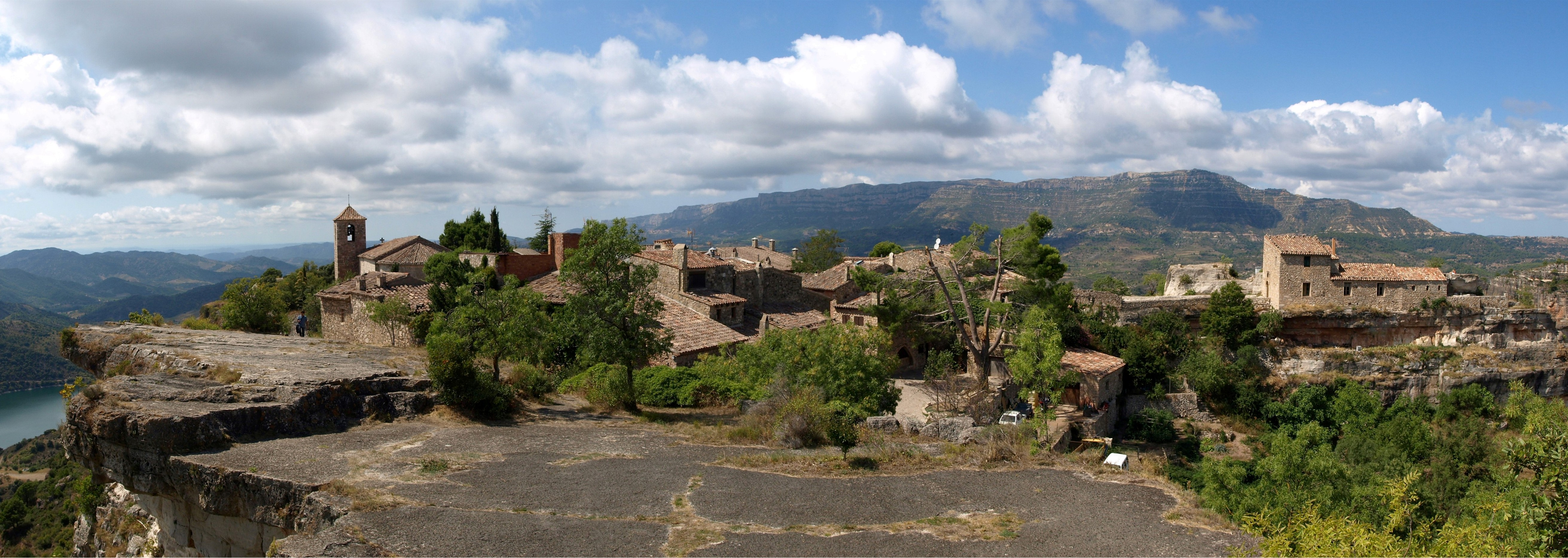
Vue panoramique du village de Siurana

## Sport
La localité offre des sites d'escalade renommés.

## Honneur
L'astéroïde (209540) Siurana porte son nom.